# すずき大和
すずき 大和（すずき やまと、1938年1月31日 - ）は、日本の漫画家、絵本作家。本名は鈴木 大和。別名、スズキ 大和。日本漫画家協会会員。1枚もの漫画（カートゥーン）で知られ、「動画風の克明な筆使いで社会を優しく風刺する」と評される。

## 来歴・人物
福島県伊達郡伊達町（現・伊達市）出身に生まれる。3歳の時、軍人だった父親の赴任にともなって、一家で中華民国の天津に渡り終戦まで過ごし、戦後伊達町に戻る。短期間自衛官をつとめ、1950年代中頃から福島民報、福島民友のマンガ欄に投稿する。1958年、地方新聞のマンガ欄投稿仲間と福島市で漫画展を開催する。1960年、『週刊漫画TIMES』に投稿していた作品が杉浦幸雄に「漫画界のヌーベルバーグだ」と激賞され、プロになる自信を得て上京。近藤日出造をたずねるが、門前払いを食い、その足で『漫画サンデー』に持ち込んだ原稿の掲載が決定し、デビューを果たす（近藤からはのちに腕前を認められている）。
1962年から、NHKの美術センターの専属イラストレーターとして採用され、タイトルバックやセットの背景の制作に従事。9年間在籍し『ものしり博士』『ひょっこりひょうたん島』などを担当する。1967年6月に漫画集団に加入。
1982年、自費出版した『哀MY展覧会』で文藝春秋漫画賞を受賞する。1993年10月、山梨県河口湖町に「すずき大和漫画館」を開館するが現在は閉館している。2003年からは「私の八月十五日」の会に参加し作品の展示を行った。2004年、朝日新聞が主催する手塚治虫文化賞候補となる。2005年、『まんが紀行 奥の細道』で日本漫画家協会賞特別賞を受賞する。近藤日出造を顕彰する長野県千曲市の「ふる里漫画館」の設立に尽力したほか、千曲市の観光ロゴマーク、キャッチコピーなどの制作を行った。

## 作品リスト
- 悲しいとき　うれしいとき(女学生の友) 1962年
- わが友テペ 鈴木三枝子作 1965年
- あめあめぽろん 1973年
- にんじゃたんけん 1976年
- トッチくんがふっくら・ぽん! 間所ひさこ作 1976年
- めぐちゃんの赤いかさ 落合恵子作 1976年
- ゴサクとナエと 1977年
- 地図のない町へ 1982年
- 哀MY展覧会 1982年
- 風をもとめて 1983年
- まんが紀行 奥の細道 2002年
- まんが たけくらべ 2004年
- ことわざ絵本―「はなよりだんご」他24 西本鶏介編・文 2007年
- いちりんじいこ 2007年
- きぞくのくらし (れきし絵本館) 岡本一郎作 2008年
- まんが松尾芭蕉の更科紀行 2008年
- ささやき　沼田元氣詩 2009年
- ばしょうさんとおばすて山の月 2011年
- あいちゃんのあかいくつ 2012年
- 時をこえるうた 漢詩 (声に出して絵で楽しく学ぶはじめての論語と漢詩) 八木章好作 2012年
- 心をみがくことば 論語―声に出して絵で楽しく学ぶはじめての論語と漢詩 八木章好作 2012年
- 絵本いっきゅうさん 8つのとんちばなし 2012年